# Queen Elizabeth-klassen
Queen Elizabeth-klassen er en skibsklasse på to hangarskibe på vej i tjeneste i Storbritanniens Royal Navy og er bygget som erstatning for Invincible-klassen. Det første skib i klassen, HMS Queen Elizabeth, blev navngivet den 4. juli 2014, og er navngivet efter et tidligere skib, HMS Queen Elizabeth, en hæderkronet superdreadnought som var navngivet efter dronning Elizabeth 1. Skibet hejste kommando den 7. december 2017, og forventes at indgå i begrænset tjeneste i 2018. Det andet skib i klassen HMS Prince of Wales, blev søsat den 21. december 2017 og forventes at hejse kommando i 2020. På NATO-topmødet den 5. september 2014 annoncerede premierminister David Cameron at det andet skib vil komme i aktiv tjeneste hvorved flere års diskussioner om emnet var uddebatteret. Denne udmelding blev bekræftet i november 2015 ved det efterfølgende Government Strategic Defence Review, hvor man fastlagde at Royal Navy kontinuerligt skulle have mindst et hangarskib til rådighed.
Kontrakten på de to skibe blev annonceret den 25. juli 2007 af den daværende forsvarsminister, Des Browne, hvorved adskillige års forsinkelser på grund af høje omkostninger og utilstrækkelige faciliteter hos landets skibsværfter blev tilendebragt. Storbritannien underskrev kontrakterne et år senere, 3. juli 2008, med Aircraft Carrier Alliance som er et joint venture bestående af Babcock International, Thales Group, A&P Group, Rosyth-værftet, forsvarsministeriet og BAE Systems.
Skibene har et cirka deplacement på 65.000 ton, men skibets design har taget højde for installationen af nyt udstyr og dermed vægt over skibenes levetid. Skibene er 280 meter lange og får tildelt en hangarskibseskadrille (Carrier Air Wing, CVW) Skibene vil blive udrustet med op til 40 fly, men kan udrustes med i alt 50 ved fuld belægning. Skibene er det største krigsskibe bygget til Royal Navy og de næststørste ikke-amerikanske krigsskibe nogensinde efter de japanske slagskibe af Yamato-klassen. Programmets forventede konstruktionsomkostninger er 6,2 mia britiske pund.
Begge skibe bliver færdiggjort som STOVL-skibe (en kombination af VTOL- og STOL-principperne), hvortil man har indkøbt Lockheed Martin F-35B. Ifølge Strategic Defence and Security Review i 2010, havde man fra britisk side ønsket at købe F-35C-versionen af flyet og man projekterede en ombygning af Prince of Wales til at blive udstyret med katapult og bremsewirer (CATOBAR). Efter at den projekterede pris på CATOBAR-systemet viste sig at blive dobbelt så dyr som antaget meddelte den britiske regering i 2012 at man skrinlagde denne plan.

## Skibe i klassen
| Pnt. | Navn            | Kølen lagt     | Søsat         | Indgået           | Navngivet af                     | Skæbne           | Kaldesignal |
| ---- | --------------- | -------------- | ------------- | ----------------- | -------------------------------- | ---------------- | ----------- |
| R08  | Queen Elizabeth | 7. juli 2009   | 17. juli 2014 | 7. december 2017  | Dronning Elizabeth 2.            | Under søprøver   | GQLZ        |
| R09  | Prince of Wales | 12. marts 2009 | 26. maj 2011  | 21. december 2017 | Camilla, hertuginden af Cornwall | Under udrustning | -           |

## Eksterne henvinsninger
- Wikimedia Commons har flere filer relateret til Queen Elizabeth-klassen